# Larks' Tongues in Aspic
Larks' Tongues in Aspic (en español: Lenguas de Alondra en gelatina) es el quinto álbum de estudio de la banda inglesa de rock progresivo King Crimson, lanzado en 1973. 
Presenta una de las alineaciones más reconocibles de la banda, con Robert Fripp, John Wetton, Bill Bruford, Jamie Muir, David Cross y el letrista Richard Palmer-James. 
El sonido de la banda cambia con respecto a los anteriores trabajos, puesto que se añaden nuevos instrumentos, como el violín y percusiones exóticas. Además, varias veces se notan atmósferas oscuras, heredadas de la música de Béla Bartók, e incluso pesadas, cercanas al heavy metal.

## Lista de canciones
Lado A
1. "Larks' Tongues in Aspic, Part One" (D. Cross/R. Fripp/J. Wetton/B. Bruford/J. Muir) – 13:36
2. "Book of Saturday" (Fripp/Wetton/R. Palmer-James) – 2:49
3. "Exiles" (Cross/Fripp/Palmer-James) – 7:40

Lado B
1. "Easy Money" (Fripp/Wetton/Palmer-James) – 7:54
2. "The Talking Drum" (Cross/Fripp/Wetton/Bruford/Muir) – 7:26
3. "Larks' Tongues in Aspic, Part Two" (Fripp) – 7:12

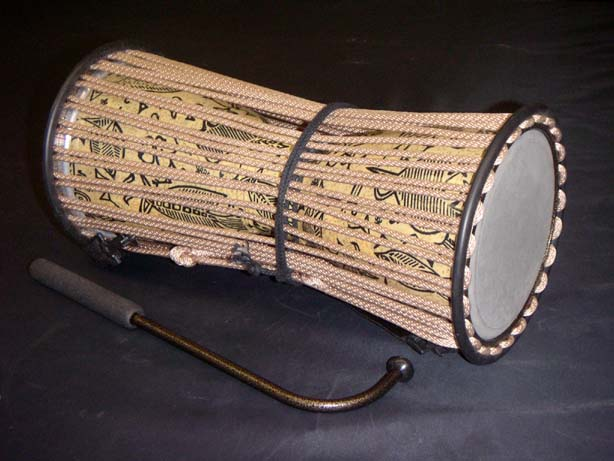
Un tambor parlante (talking drum)

## Personal

### King Crimson
- Robert Fripp: guitarra, mellotron, piano eléctrico y dispositivos
- John Wetton: bajo, voz y piano acústico
- Bill Bruford: batería
- Jamie Muir: percusión
- David Cross: violín, viola, mellotron, piano eléctrico y flauta

### Otros
- Richard Palmer-James: letras

- Datos: Q725114